# Ismaël Baouf
Ismaël Baouf (en arabe : إسماعيل بوف), né le 17 septembre 2006 à Charleroi en Belgique, est un footballeur marocain qui joue au poste de défenseur central au SC Cambuur.

## Biographie

### Naissance et famille
Ismaël Baouf naît à Charleroi, en Belgique francophone, au sein d'une famille marocaine. Il est le fils de Rachid Baouf, ancien footballeur professionnel en Belgique.

### Carrière en club
Dès son plus jeune âge, il intègre les académies de l'Olympic Charleroi et du Sporting Charleroi.
En juilllet 2022, il rejoint le centre de formation du RSC Anderlecht. Durant la saison 2022-2023, il fait ses débuts professionnels sous la houlette de l'entraîneur Guillaume Gillet, en recevant sa première titularisation en championnat de deuxième division contre le Club NXT à l'âge de quinze ans (match nul, 0-0). En fin de saison, il signe son premier contrat professionnel,,,.
Lors de la saison 2023-2024, il s'impose en tant qu'élément clé dans la défense centrale et inscrit son premier but professionnel le 21 octobre 2023 contre le Standard de Liège B sur une passe décisive de Mohamed Bouchouari (victoire, 3-0).
Le 11 août 2025, Ismaël Baouf s'engage avec le SC Cambuur, club de deuxième division néerlandaise, et signe un contrat de trois saisons, plus une en option.

### Carrière en sélection
Possédant la double nationalité belge et marocaine, Ismaël Baouf peut prétendre à une sélection avec le Maroc et la Belgique. Il parcours une grande partie des catégories jeunes de la Belgique. En octobre 2024, son père annonce que son fils tranchera en faveur du Maroc à l'avenir,,.
En avril 2025, sa demande de changement de nationalité sportive en faveur du Maroc est confirmée auprès de la FIFA. Il est ensuite convoqué par le sélectionneur Mohammed Ouahbi pour prendre part à la Coupe d'Afrique des nations avec le Maroc des moins de 20 ans,. Le 15 mai 2025, il se qualifie en finale de la CAN grâce à une victoire 0-1 contre l'Égypte des moins de 20 ans,.

## Palmarès

### En sélection
- Maroc -20 ans
  - Coupe d'Afrique des nations
    -  Finaliste en 2025